# Уланов, Николай Николаевич
Николай Николаевич Уланов (17 июля 1930, Москва — 22 января 1999) — советский хоккеист, вратарь. Мастер спорта СССР.

## Биография
В чемпионате СССР играл за клубы ЦДСА (1950/51 — 1951/52), «Динамо» Москва (1953/54, 1956/57), «Авангард» Челябинск (1954/55 — 1955/56), «Химик» Воскресенск (1957/58 — 1958/59, 1960/61). В сезоне 1959/60 выступал в первенстве РСФСР за «Металлург» Сталинск.
Играл за футбольный «Авангард» Челябинск в 1954 году.